# Родионов, Сергей Сергеевич
Серге́й Серге́евич Родио́нов (род. 29 июля 1961) — российский издатель, медиамагнат и банкир. Основатель и совладелец холдинга «Издательский дом Родионова», его генеральный директор. Зампред Банка России (1991). В 1992—1998 годах президент банка «Империал».

## Биография
Родился  29 июля 1961 года в Москве. Отец — Сергей Петрович Родионов, был председателем совета директоров банка «Славянский».
Окончил факультет международных финансовых отношений Московского финансового института (1983).
- В 1986 году окончил аспирантуру на кафедре международных валютно-кредитных отношений. Кандидат экономических наук.
- После аспирантуры работал в вычислительном центре Академии общественных наук (АОН) при ЦК КПСС.
- В 1988—1990 годах заведующий сектором, а затем отделом Кредитно-финансового научно-исследовательского института (ВНИИбанка) при Госбанке СССР.
- В 1990—1991 гг. экономический советник, начальник Управления по работе с коммерческими банками, затем директор Главного управления по работе с коммерческими банками.
- С мая 1991 года — заместитель председателя (директор Департамента по регулированию деятельности банков) Центробанка РСФСР.
- С декабря 1991 по 1992 год — генеральный директор (председатель правления) Центра по управлению банками МФО «МЕНАТЕП».
- С апреля 1992 года возглавлял банк «Империал», известный среди прочего своей серией роликов «Всемирная история». 6 июля 1998 г., после покупки НК «Лукойл» контрольного пакета банка «Империал», оставил должность по собственному желанию[3].
- С августа 1992 по май 2001 председатель правления «Ист-Вест Юнайтед банк», Люксембург.
- с 1994 г. — член Совета по промышленной политике и предпринимательству при Президенте Российской Федерации
- В декабре 1995 года баллотировался в Государственную думу по списку «Блока Ивана Рыбкина» (№ 9 в списке), однако блок не преодолел 5-процентный избирательный барьер.
- С сентября 1996 года по март 2006 года — президент Diners Club Russia.
- В 1996 году основал Издательский дом Родионова, в состав которого входят журналы «Профиль», «Компания», «Крестьянка»,«Домовой», «ТВ7», «XXL», FHM и другие.
- С 1998 по 2002 год жил преимущественно в Люксембурге.

Ныне проживает в Люксембурге.
До лета 2010 года собственник Славянского банка (Россия).
Был членом президиума координационного совета «Круглого стола бизнеса России»

### Семья
- Первая жена — Светлана Михайловна Лощатова, бывший председатель правления банка «Славянский», один из соучредителей ЗАО Video International. От неё двое детей.
- Вторая жена — Ольга Геннадьевна Родионова, фотомодель, владелица бутика Vivienne Westwood. От неё имеет дочь Анастасию (род. 1996). В настоящее время учится в Лондоне.

## Награды
- Благодарность Президента Российской Федерации (25 июля 1996 года) — за активное участие в организации и проведении выборной кампании Президента Российской Федерации в 1996 году[4].